# Euxoa coerulea
Euxoa coerulea är en fjärilsart som beskrevs av Tutt 1892. Euxoa coerulea ingår i släktet Euxoa och familjen nattflyn. Inga underarter finns listade i Catalogue of Life.